# كارلو فونتانا
كارلو فونتانا (بالإنجليزية: Carlo Fontana)‏ (و. 1638 – 1714 م) هو مهندس معماري، ونحات، ومهندس من سويسرا، وإيطاليا، توفي في روما، عن عمر يناهز 76 عاماً.

## روابط خارجية
- كارلو فونتانا على موقع الموسوعة البريطانية (الإنجليزية)